# Batalla de Las Trincheras
La batalla de Las Trincheras sucedió el 3 de octubre de 1813 entre las fuerzas patriotas venezolanas y los voluntarios neogranadinos contra los realistas partidarios de la Corona española. 

## Batalla
Tras la Campaña Admirable de Simón Bolívar el occidente de Venezuela quedó en poder de las fuerzas independentistas. Debido a esto los realistas lanzaron una ofensiva contra la ciudad de Valencia con 1.600 hombres comandados por Domingo de Monteverde. Las fuerzas patriotas de Atanasio Girardot, José Luciano D'Elhuyar y Batista y Rafael Urdaneta lograron vencer a Monteverde en Bárbula el 30 de septiembre haciéndolo retroceder. Finalmente el mayor neogranadino Luciano D'Elhuyar atacó nuevamente a los realistas en Las Trincheras.

### Desenlace
El enfrentamiento terminó en la derrota total de estos últimos y forzó a su comandante, Domingo de Monteverde, gravemente herido a huir a Puerto Cabello donde terminó siendo asediado, perdiendo todo su prestigio entre sus oficiales, siendo posteriormente depuesto de su cargo viéndose obligado a huir a Puerto Rico. y por último Simón Bolívar por este hecho militar asciende al rango de Coronel a Luciano D'Elhuyar, con tan solo 20 años de edad.